# ...If I Die, I Die
| Recensione       | Giudizio |
| ---------------- | -------- |
| AllMusic         | [ 1 ]    |
| Robert Christgau | B+       |
| Spin             | buono    |

...If I Die, I Die è il primo album del gruppo post-punk irlandese Virgin Prunes, pubblicato il 4 novembre 1982.

## Accoglienza critica
...If I Die, I Die è stato ben accolto dai critici. Su AllMusic, nella recensione contemporanea dell'album, Thom Jurek l'ha definito "un esibizionismo meravigliosamente confuso e a volte esagerato e spesso inquietante esercizio di creatività sfrenata".

## Tracce
Testi e musiche dei Virgin Prunes.
Lato A
1. Ulakanakulot - 2:36
2. Decline and Fall - 4:50
3. Sweethome Under White Clouds - 4:45
4. Bau-Dachöng - 5:52

Lato B
1. Baby Turns Blue - 5:07
2. Ballad of the Man - 3:32
3. Walls of Jericho - 3:09
4. Caucasian Walk - 4:45
5. Theme for Thought - 5:44

## Formazione
- Gavin Friday - voce
- Dave-Id Busaras - voce
- Dik Evans - chitarra
- Strongman - basso
- Mary d'Nellon - batteria

### Produzione
- Colin Newman - produzione e missaggio
- Steve Parker - ingegneria del suono e missaggio
- Kevin Moloney - ingegneria del suono

## Classifica
| Classifica (1982)   | Posizione massima |
| ------------------- | ----------------- |
| Regno Unito (indie) | 8                 |

## Cronologia delle pubblicazioni
| Stato       | Anno | Etichetta        | Formato | Catalogo      |
| ----------- | ---- | ---------------- | ------- | ------------- |
| Regno Unito | 1982 | Rough Trade      | LP      | ROUGH 49      |
| Francia     | 1985 | Virgin           | LP      | 70307         |
| Regno Unito | 1990 | Rough Trade      | CD      | ROUGH LCD 49  |
| Francia     | 1993 | New Rose Records | CD      | 452043        |
| Regno Unito | 2004 | Mute             | CD      | 0724347384004 |
| Stati Uniti | 2004 | Mute             | CD      | MUTE 9265-2   |